# Hoa hậu Toàn quốc Báo Tiền Phong 2000
Hoa hậu Toàn quốc Báo Tiền Phong 2000 là cuộc thi hoa hậu toàn quốc lần thứ 7 do báo Tiền Phong tổ chức. Đây là lần tổ chức cuối cùng cuộc thi mang tên "Hoa hậu Toàn quốc". Vòng chung kết được tổ chức tại nhà thi đấu Phan Đình Phùng, Thành phố Hồ Chí Minh trong 3 đêm 24, 25 và 26 tháng 11 năm 2000. Ngôi vị cao nhất đã thuộc về người đẹp chủ nhà Phan Thu Ngân.

## Top 16 thí sinh vòng chung khảo phía Bắc
Vòng chung khảo khu vực miền Bắc được tổ chức vào 3 đêm 20, 21 và 22 tháng 9 năm 2000 tại cung văn hóa hữu nghị Việt Xô, Hà Nội. Hội thi đã quy tụ 16 gương mặt đã lọt qua vòng sơ khảo trước đó tại các tỉnh thành từ Quảng Trị trở ra. Kết quả như sau:
| Kết quả  | Thí sinh |
| -------- | --- |
| Hoa khôi | - Thái Nguyên - Lê Thanh Nga |
| Á khôi 1 | - Hải Phòng - Nguyễn Kim Phượng |
| Á khôi 2 | - Hải Dương - Phạm Thị Vân Anh |
| Top 5    | - Hà Nội - Đặng Hương Giang - Quảng Ngãi - Đinh Y Nhung |
| Top 16   | - Hải Phòng - Hoàng Nhật Mai - Hải Phòng - Nguyễn Thị Huyền Chi - Hải Phòng - Vũ Thị Thanh Nga - Hải Phòng - Nguyễn Ngọc Oanh - Hải Dương - Nguyễn Thị Hồng Duyên - Hải Phòng - Nguyễn Mỹ Anh - Hải Phòng - Trịnh Thị Hoa - Hà Nội - Nguyễn Tuyết Nga - Hải Phòng - Trịnh Thị Phương Nhung - Hải Phòng - Ngô Hoàng Yến - Thanh Hóa - Trần Thị Phượng |

## Top 27 thí sinh vòng chung khảo phía Nam
Vòng chung khảo phía Nam được tổ chức vào 3 đêm 8, 9 và 10 tháng 9 năm 2000 tại Nhà hát Hòa Bình, Thành phố Hồ Chí Minh. Có 27 thí sinh được tuyển chọn ra từ hơn 1000 hồ sơ đăng ký tại các tỉnh từ Thừa Thiên Huế trở vào . Kết quả được công bố trong đêm chung khảo:
| Kết quả  | Thí sinh |
| -------- | --- |
| Hoa khôi | - Thành phố Hồ Chí Minh - Nguyễn Ngân Hà |
| Á khôi 1 | - Thành phố Hồ Chí Minh - Phạm Thiên Trang |
| Á khôi 2 | - Thành phố Hồ Chí Minh - Phan Thu Ngân |
| Top 5    | - Thành phố Hồ Chí Minh - Nguyễn Tăng Ngọc Châu - Thành phố Hồ Chí Minh - Ngô Thị Thanh Mai |
| Top 27   | - Thành phố Hồ Chí Minh - Nguyễn Thị Anh Thư - Đồng Tháp - Nguyễn Cẩm Thu - Thành phố Hồ Chí Minh - Đoàn Thị Thanh Trúc - Đắk Lắk - H'nep Kbuor - Thành phố Hồ Chí Minh - Trần Thị Ngọc Linh - Đồng Nai - Dương Cẩm Lynh - Thành phố Hồ Chí Minh - Phạm Thị Tuyết Lan - Tiền Giang - Lê Thị Kiều Diễm - Cần Thơ - Trần Vân Anh - Cần Thơ - Du Tố Khanh - Đắk Lắk - Lê Hoàng Ngân - Tiền Giang - Phạm Thị Thúy Nga - Bến Tre - Nguyễn Trúc Mai - Bến Tre - Nguyễn Thị Kim Thanh - Thành phố Hồ Chí Minh - Bùi Việt Hà - Thành phố Hồ Chí Minh - Hoàng Thị Lan Chi - Tiền Giang - Trần Thị Kim Hồng Lam - Thành phố Hồ Chí Minh - Hà Thị Ngọc Vân - Cần Thơ - Võ Thị Kim Loan - Thành phố Hồ Chí Minh - Trương Thị Phương Thùy |

## Vòng chung kết Toàn quốc
Vòng chung kết toàn quốc được tổ chức trong 3 đêm 24, 25 và 26 tháng 11 tại nhà thi đấu Phan Đình Phùng, Thành phố Hồ Chí Minh. Có 40 thí sinh được tuyển chọn kỹ càng từ 2 vòng chung khảo khu vực Bắc và Nam trước đó tham gia tranh tài. Để đến được với vòng chung kết, tất cả đã phải trải qua các vòng sơ khảo gay gắt trước đó tại các cuộc thi người đẹp cấp tỉnh hoặc cấp khu vực như người đẹp Sông Tiền, người đẹp Hải Dương, người đẹp Hải Phòng, người đẹp xứ Dừa, người đẹp Tây Nguyên... 

Đêm chung kết 26 tháng 11 có sự góp mặt của các ca sĩ nổi tiếng bấy giờ tham dự góp vui cho chương trình như Hồng Nhung, Phương Thanh, Lam Trường, Quang Linh, Thu Phương, Cẩm Vân, tam ca Ba con mèo, MTV, 1088... Dẫn dắt chương trình là 2 MC Thanh Bạch và Thu Hương (VTV3). Chương trình được phát sóng dưới dạng tường thuật lại từ chương trình đã ghi hình trực tiếp vào lúc 18h00 ngày 25/1/2001 (Mùng 2 Tết Tân Tỵ) trên VTV3.

### Thứ hạng
| Kết quả                               | Thí sinh | Vị trí quốc tế                                                                                                |
| ------------------------------------- | --- | --- |
| Hoa hậu Toàn quốc Báo Tiền Phong 2000 | - Thành phố Hồ Chí Minh - Phan Thu Ngân                                                                      | |
| Á hậu 1                               | - Thái Nguyên - Lê Thanh Nga                                                                                 | |
| Á hậu 2 (Miss Tourism Vietnam 2002)   | - Hải Phòng - Nguyễn Ngọc Oanh                                                                               | - Top 10 – Hoa hậu Du lịch Quốc tế 2002                                                                       |
| Top 10                                | - Thành phố Hồ Chí Minh - Nguyễn Tăng Ngọc Châu - Thành phố Hồ Chí Minh - Bùi Việt Hà                        | |
| Top 10                                | - Thành phố Hồ Chí Minh - Nguyễn Ngân Hà                                                                     | - Tham dự – Hoa hậu Trái Đất 2003 - Top 10 – Miss Tourism Queen International 2004 - Á hậu 1 – Mrs Globe 2014 |
| Top 10                                | - Hà Nội - Đặng Hương Giang - Cần Thơ - Du Tố Khanh - Hải Phòng - Hoàng Nhật Mai - Quảng Ngãi - Đinh Y Nhung | |

## Thành viên ban giám khảo
| Họ tên             | Danh hiệu, nghề nghiệp                | Vai trò              |
| ------------------ | ------------------------------------- | -------------------- |
| Dương Kỳ Anh       | Nhà thơ, tổng biên tập Báo Tiền Phong | Trưởng ban giám khảo |
| Trà Giang          | NSND                                  | Thành viên           |
| Nguyễn Công Khế    | Nhà báo, TBT Thanh Niên (báo)         | Thành viên           |
| Hoàng Tố Hùng      | PGS                                   | Thành viên           |
| Vũ Thị Minh Nguyệt | NSUT, biên đạo múa                    | Thành viên           |
| Đinh Thị Thu Hà    | Đại diện nhà tài trợ Ponds            | Thành viên           |

## Top 22 thi sinh tham gia vòng chung kết.
Sau 3 vòng thi bắt buộc là áo dài, áo tắm và trang phục dạ hội, 10 thí sinh có điểm số cao nhất đi tiếp vào vòng ứng xử 1. Tiếp đó, 3 thí sinh xuất sắc nhất sẽ cùng nhau thi tài ở vòng ứng xử 2, trả lời cùng 1 câu hỏi để chọn ra ngôi vị hoa hậu. Cuối cùng, với sự vượt trội qua 2 vòng thi ứng xử, người đẹp chủ nhà Phan Thu Ngân đã xuất sắc bước lên bục cao nhất để nhận vương miện và vương trượng từ người tiền nhiệm - hoa hậu Nguyễn Thị Ngọc Khánh.
| STT | Họ tên                | Tuổi | Chiều cao | Quê quán              | Danh hiệu                             |
| --- | --------------------- | ---- | --------- | --------------------- | ------------------------------------- |
| 1   | Phạm Thị Vân Anh      | 16   | 1m69      | Hải Dương             |                                       |
| 2   | Nguyễn Tăng Ngọc Châu | 21   | 1m65      | Thành phố Hồ Chí Minh | Top 10 Người đẹp áo dài               |
| 3   | Nguyễn Thị Huyền Chi  | 19   | 1m67      | Hải Phòng             |                                       |
| 4   | Lê Thị Kiều Diễm      | 16   | 1m65      | Tiền Giang            |                                       |
| 5   | Bùi Việt Hà           | 19   | 1m66      | Thành phố Hồ Chí Minh | Top 10 Phong cách trình diễn hay nhất |
| 6   | Nguyễn Ngân Hà        | 16   | 1m70      | Thành phố Hồ Chí Minh | Top 10                                |
| 7   | Đặng Hương Giang      | 16   | 1m65      | Hà Nội                | Top 10 Người đẹp hình thể             |
| 8   | H'Nep Kbour           | 18   | 1m64      | Đắk Lắk               |                                       |
| 9   | Du Tố Khanh           | 17   | 1m68      | Cần Thơ               | Top 10 Người đẹp mái tóc              |
| 10  | Trần Thị Kim Hồng Lam | 17   | 1m69      | Tiền Giang            |                                       |
| 11  | Trần Thị Ngọc Linh    | 16   | 1m65      | Thành phố Hồ Chí Minh |                                       |
| 12  | Dương Cẩm Lynh        | 18   | 1m62      | Đồng Nai              |                                       |
| 13  | Hoàng Nhật Mai        | 18   | 1m63      | Hải Phòng             | Top 10 Người đẹp có gương mặt khả ái  |
| 14  | Lê Thanh Nga          | 19   | 1m67      | Thái Nguyên           | Á hậu 1                               |
| 15  | Phan Thu Ngân         | 20   | 1m69      | Thành phố Hồ Chí Minh | Hoa hậu Toàn quốc Báo Tiền Phong 2000 |
| 16  | Đinh Y Nhung          | 20   | 1m64      | Quảng Ngãi            | Top 10 Trang phục tự chọn đẹp nhất    |
| 17  | Nguyễn Ngọc Oanh      | 20   | 1m65      | Hải Phòng             | Á hậu 2                               |
| 18  | Nguyễn Thị Kim Phượng | 16   | 1m68      | Hải Phòng             |                                       |
| 19  | Trần Thị Phượng       | 16   | 1m63      | Thanh Hóa             |                                       |
| 20  | Nguyễn Thị Anh Thư    | 18   | 1m69      | Thành phố Hồ Chí Minh |                                       |
| 21  | Phạm Thiên Trang      | 19   | 1m66      | Thành phố Hồ Chí Minh |                                       |
| 22  | Ngô Hoàng Yến         | 19   | 1m65      | Hải Phòng             |                                       |

## Các giải thưởng phụ
| Giải phụ                       | Thí sinh                                        |
| ------------------------------ | ----------------------------------------------- |
| Người đẹp Áo dài               | - Thành phố Hồ Chí Minh - Nguyễn Tăng Ngọc Châu |
| Phong cách trình diễn hay nhất | - Thành phố Hồ Chí Minh - Bùi Việt Hà           |
| Người đẹp Hình thể             | - Hà Nội - Đặng Hương Giang                     |
| Người đẹp mái tóc              | - Cần Thơ - Du Tố Khanh                         |
| Người đẹp có gương mặt khả ái  | - Hải Phòng - Hoàng Nhật Mai                    |
| Trang phục tự chọn đẹp nhất    | - Quảng Ngãi - Đinh Y Nhung                     |

## Thông tin thí sinh
- Đây là lần thứ 3 liên tiếp, 1 người đẹp đến từ thành phố Hồ Chí Minh đăng quang ngôi vị cao nhất cuộc thi hoa hậu do báo tiền phong tổ chức.
- Có tới phân nửa trong tổng số 16 thí sinh khu vực phía Bắc lọt vào vòng chung kết toàn quốc đến từ Hải Phòng. Tương tự, trong 24 người đẹp miền Nam có mặt tại vòng chung kết toàn quốc, thành phố Hồ Chí Minh đóng góp 13 gương mặt.
- Cả ba ngôi vị cao nhất trong hội thi người đẹp các tỉnh phía Nam đều đang sinh hoạt tại câu lạc bộ người mẫu Hoa học đường, nhà văn hóa Thanh niên thành phố Hồ Chí Minh. Câu lạc bộ nói trên cũng có tới 9 gương mặt lọt vào vòng chung kết toàn quốc và 4 người lọt vào top 10 người đẹp nhất, trong đó có một người lên ngôi hoa hậu.[4]
- Hoa khôi các tỉnh phía Nam Nguyễn Ngân Hà chỉ lọt vào vòng ứng xử 10 người rồi dừng lại, trong khi á khôi 2 các tỉnh phía Nam Phan Thu Ngân khá xuất thần trong cả hai vòng thi ứng xử và cuối cùng được trao vương miện hoa hậu.[5]
- Á hậu 2 Nguyễn Thị Ngọc Oanh là Á khôi 2 Người đẹp Hải Phòng 2000, năm 1999 cô lọt vào vòng chung kết Hoa hậu Việt Nam.
- Hoàng Nhật Mai là Hoa hậu Ảnh năm 1996, Hoa hậu Biển Việt Nam năm 1999.
- Nguyễn Tăng Ngọc Châu từng vào Top 10 Hoa hậu PNVN qua ảnh 2000.
- Du Tố Khanh từng vào Top 12 Hoa hậu BIển Việt Nam 1999.
- Đinh Y Nhung từng vào Top 10 & đoạt giải Gương mặt đẹp nhất cuộc thi Tìm kiếm người đẹp thời trang Việt Nam năm 1999.
- Bùi Việt Hà từng đoạt giải Gương mặt Ăn ảnh và vào top 10 Hoa hậu PNVN qua ảnh 2000.
- Phạm Thiên Trang là Hoa hậu Việt Nam tại Mỹ năm 2005.
- Nguyễn Thị Kim Phượng đoạt giải Nụ cười đẹp nhất cuộc thi Người đẹp Hải Phòng 2000.
- Phạm Thị Vân Anh là Á khôi 1 Người đẹp Hải Dương 2000, đoạt giải Trang phục dạ hội đẹp nhất và vào top 10 Hoa hậu PNVN qua ảnh 2003.
- Nguyễn Thị Anh Thư đoạt giả Miss Civic, Thí sinh được yêu thích nhất, vào top 10 Hoa hậu PNVN qua ảnh 2002. Là Hoa khôi Hoa Học Đường 1998.
- H'Nep Kbour là Á khôi 1 Người đẹp tỉnh Đak Lak 2000.
- Nguyễn Thị Huyền Chi là Hoa khôi Hải Phòng 2000, vào vòng chung kết Hoa hậu Việt Nam 1999.
- Trần Thị Kim Hồng Lam là Hoa khôi sông Tiền 2000, năm 2002 cô cũng vào vòng chung kết Hoa hậu Việt Nam.
- Hoa hậu Phan Thu Ngân được đề cử đại diện Việt Nam tham gia cuộc thi Hoa hậu Hoàn vũ 2001 nhưng cô đã từ chối.
- Hoa khôi các tỉnh phía Nam Nguyễn Ngân Hà đã đại diện Việt Nam tại cuộc thi Hoa hậu Trái Đất 2003 và đoạt giải thưởng phụ Mái tóc đẹp nhất (Best Hair).
- Đây là lần cuối cùng cuộc thi có tên gọi Hoa hậu Toàn quốc Báo Tiền phong. Bắt đầu từ năm 2002, cuộc thi có tên gọi mới là Hoa hậu Việt Nam.

## Dự thi quốc tế
| Cuộc thi                              | Tên              | Danh hiệu | Thứ hạng       | Giải thưởng đặc biệt |
| ------------------------------------- | ---------------- | --------- | -------------- | -------------------- |
| Miss Tourism International 2002       | Nguyễn Ngọc Oanh | Á hậu 2   | Top 10         | Không                |
| Miss Earth 2003                       | Nguyễn Ngân Hà   | Top 10    | Không đạt giải | Best Hair            |
| Miss Tourism Queen International 2004 | Nguyễn Ngân Hà   | Top 10    | Top 10         | Không                |
| Mrs Globe 2014                        | Nguyễn Ngân Hà   | Top 10    | 1st Runner-up  | Goodwill Ambassador  |